# Nysted Biograf-Teater
Nysted Biograf-Teater i Nysted er et kombineret biograf-, kultur- og forsamlingshus, der drives af frivillig arbejdskraft.
Lærer og teaterbestyrer Mouritz Hansen havde fra efteråret 1908 på lørdage og søndage med tilladelse fra politiet vist film i de lokale hotellers sale. I februar 1920 annoncerede en Jørgen Christensen, at han ville bygge en rigtig biograf med 165 pladser. Den blev taget i brug d. 10/12 1922 med filmen Vor fælles Ven (efter Charles Dickens), og var i drift frem til 1984. Jørgen Christensens enke solgte i 1938 biografen til H. Lauritzen, der drev biografen til den lukkede i 1984. Den sidste film, der blev vist, var Erik Clausens og Kim Larsens Midt om natten.
Al inventar og udstyr blev stående urørt i lokalerne indtil bygningen i 1995 blev solgt til en gruppe borgere i Byhusforeningen. De ville skabe et multihus i bymiljøet, og efter 2½ års arbejde kunne den genåbne som biograf, mødelokale, festlokale og koncertsted. Projektet var undervejs blevet støttet økonomisk af Lokale- og anlægsfonden, Nysted Kommune, A.P. Møller fonden og Tuborgfondet, men også af en stor arbejdsindsats fra en række frivillige. Senere er projektet blevet støttet af 2 lokale fonde (Th. Høeghs Fond og Døllefjelde-Musse Fonden) samt af Nysted kommune.
Det gamle fremviserudstyr er kommet på Fotografisk Museum i Nykøbing Falster, nyt udstyr installeret, 64-72 meget bløde stole monteret så de nemt kan fjernes og med meget god plads mellem rækkerne og en tilbygning opført langs den ene langvæg. Samtidig er biografejerens gamle lejlighed inddraget og et køkken etableret, så der nu kan serveres mad ved specielle lejligheder.
I vintertiden spilles der i øjeblikket film tirsdag-torsdag aften, mens der jævnligt holdes koncerter fredage eller lørdage. Desuden er der sporadisk specialforestillinger for skolebørn eller andre grupper. I dag er der seks biografer på Lolland-Falster. To kommercielle i feriecentret Lalandia og Nykøbing F. (Nordisk Film Biografer Nykøbing) og fire drevet af frivillige i Søllested (Søllested Bio), Maribo, Nakskov og Nysted. Biograferne i Sakskøbing, Rødby, Stubbekøbing og Nr. Alslev er lukket.